# 葉延
葉延（ようえん、319年? - 351年?）は、吐谷渾の首長。はじめて吐谷渾を国号とした。

## 生涯
吐延の長男として生まれた。吐延が昂城羌の首長の姜聡に刺されて死の床につくと、白蘭に落ち延びて幼年の葉延を補佐するようその将の紇抜泥に遺言した。葉延が後を嗣いだ。
葉延は毎朝草を縛って姜聡の人形を作り、これを射かけては、当たっては号泣し、当たらなければ目をいからせて大呼した。その母が「姜聡はすでに諸将になます斬りにされたのに、おまえはどうしてこのようなことをするのか」 と訊ねると、葉延は泣いて「草人形を射かけるのが先の復讐に無益であることはもちろん知っております。無窮の志と申すのみです」と答えた。葉延は孝行な性格で、母が病で5日食わないと、葉延もまた絶食した。
葉延は成長すると落ち着いた人物となり、天地の創造変化や帝王の年譜を追求するのを好んだ。司馬の薄洛鄰が「臣らは無学で、実のところ三皇がどういう父の子であるか、五帝が誰を母として生まれたのか、詳しく知りません」と告白すると、葉延は「羲皇より以来、符命や天文による予言は数多く現れてきた。卿らの見聞が狭いといって、何を卑しむことがあろうか。語に『夏の虫は冬の氷を知らない』というのは、よくよく嘘ではない」と答えた。また葉延は「礼に公孫の子は王父の字を氏とするという。わたしの祖父は昌黎郡からこの地に居住地を移した。いま吐谷渾を氏とするのは、祖父を尊敬するからである」といって、吐谷渾を氏とし、また国号とした。在位23年して死去した。享年は33。4人の子があり、長男の辟奚が後を嗣いだ。

## 参考資料
- 『晋書』四夷伝
- 『宋書』鮮卑吐谷渾伝
- 『魏書』吐谷渾伝
- 『梁書』諸夷伝
- 『北史』四夷伝下
- 『南史』夷貊伝下